# Miletus pardus
Miletus pardus är en fjärilsart som beskrevs av John Nevill Eliot 1961. Miletus pardus ingår i släktet Miletus och familjen juvelvingar. Inga underarter finns listade i Catalogue of Life.